# 伊自良湖
伊自良湖（いじらこ）は、岐阜県山県市長滝にある人造湖である。

## 概要
1956年（昭和31年）、周辺の灌漑用として岐阜県山県郡伊自良村（現山県市）長滝の伊自良川をせき止めて貯水池を建設する事が計画され、1958年（昭和33年）に着手、1966年（昭和41年）に竣工、1969年（昭和44年）10月に完成した。
標高110m、面積0.1km2、周囲は約2.4km（汀線1.8km）。水深は平均5.4m、最高10.9m。水量54万m3。周辺は公園として整備され、伊自良キャンプ場や伊自良青少年の家（2009年度（平成21年度）末をもって廃止）、また白華山甘南美寺もある。
春には300本の桜並木を楽しむ伊自良湖桜祭り、夏には伊自良湖夏祭り・花火大会、秋には鮮やかな紅葉、冬にはワカサギ釣りで賑わう。
2016年（平成28年）1月、NPO法人地域活性化支援センターの「恋人の聖地プロジェクト」において、伊自良湖が恋人の聖地に選定され、同年3月にモニュメントを設置している。
2018年（平成30年）3月17日に伊自良湖畔の観光拠点が整備され、散策デッキ「ラバースロード」やカフェレストランがリニューアルオープンし、伊自良農産物直売所（名称：ニューいじら湖荘）の愛称が「恋人の聖地」「憩いの場所」「生まれ育った故郷がもっと人気がでてほしい」という思いが込められた「ラブレイク」に決定した。ラブレイクではレストランのほか釣り券販売と、貸しボート（手漕ぎボートやスワンボート）の受付がある。
伊自良湖は東海エリア屈指のワカサギの釣り場で、秋から冬にかけては、多くの釣り客で賑わう。また、「鮎のくに」岐阜でも珍しいアユ釣り体験も行っている。
2024年（令和6年）4月にリニューアルオープンし、アユ釣り（夏季限定）や金魚釣り、スーパーボールすくいができる施設が新設されたほか、カフェレストラン「ラブレイク」のメニューが一新されている。

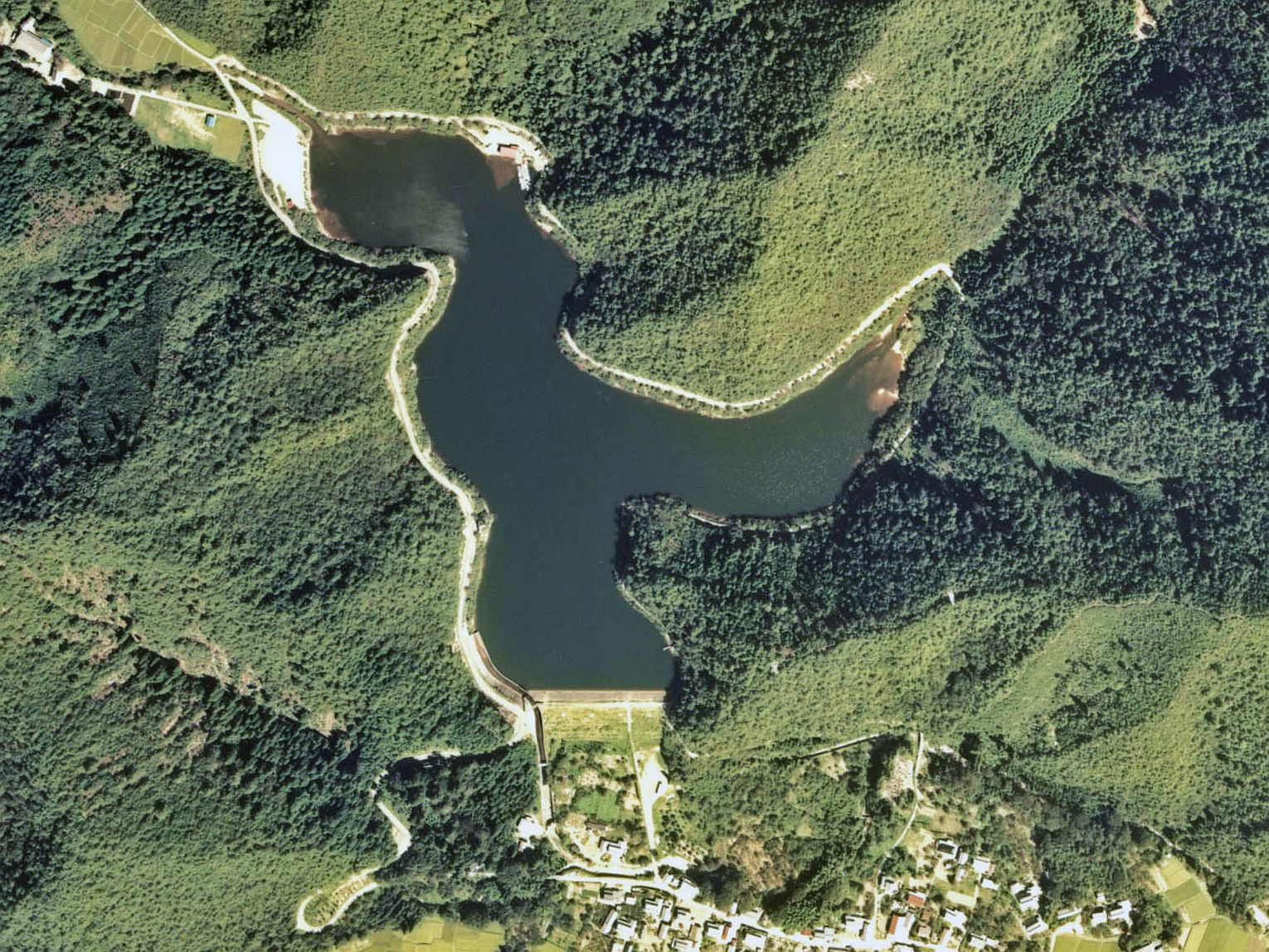
伊自良湖

## アクセス
- 山県市自主運行バス：岐北厚生病院前よりハーバス伊自良・大桑線「伊自良湖口」行き終点下車（日祝日及び12月31日 - 1月3日は全便運休）
- 自家用自動車でJR岐阜駅より約55分、東海環状自動車道 山県ICから約20分、同岐阜ICから約30分、同関広見ICから約40分

## その他
伊自良湖は環境省による越境大気汚染・酸性雨長期モニタリング計画の観測地点（東アジア酸性雨モニタリングネットワークのモニタリング地点）に指定され、長期継続的な陸水モニタリングが行われている。